# 로미 슈나이더
로미 슈나이더(독일어: Romy Schneider, 1938년 9월 23일 ~ 1982년 5월 29일)는 오스트리아의 빈에서 태어난 배우로 독일과 프랑스 이중 국적자다.
1950년대 초반 15세 나이로 독일 하이마트필름(Heimatfilm) 장르 영화에 출연하면서 연기를 시작했다. 1955년부터 1957년까지 오스트리아 영화 《아름다운 공주, 시씨》(Sissi) 3부작에서 오스트리아의 엘리자베트 여제 역을 맡았다. 1958년 알랭 들롱을 만나 약혼했다. 이후 프랑스로 건너가 당대 유명한 영화감독들과 작업하며 상업적으로 성공했고 비평가들로부터도 좋은 평가를 받았다. 1982년 향년 43세 나이로 파리 자택에서 사망한 채 발견됐다. 사망 원인은 심정지였다.

## 작품 목록
- 아름다운 공주, 시씨 (1955)
- 시씨 - 2부 (1956)
- 시씨 - 3부 (1957)
- 크리스틴 (1958)
- 심판 (1962)
- 보카치오 70 (1962)
- 이웃 만들기 (1964)
- 고양이 (1965)
- 중요한 건 사랑한다는 거야 (1975)
- Une femme à sa fenêtre (1976)
- Gruppenbild mit Dame (1977)
- 어떤 이혼녀 (1978)
- 여인의 빛 (1979)
- La passante du Sans-Souci (1982)

## 같이 보기
- 로미 슈나이더상
- 로미상